# Steufzgen
Steufzgen ist ein Stadtteil der kreisfreien Stadt Kempten (Allgäu). Der Ortsteil liegt im Westen der Stadt und ist durch eine Mischbebauung aus Wohnraum und Gewerbe geprägt. Der gestaute Steufzger Weiher, der nach dem Ortsteil benannt wurde, liegt zentral bis östlich in Steufzgen.

## Geschichte
Eine erste Erwähnung des Ortes ist für 1380 überliefert. Um 1735 wurde die Dreifaltigkeitskapelle errichtet. Mit der Einrichtung eines Haltepunktes der Bahnstrecke Kempten–Isny im Jahr 1909 kam es zu einer raschen Errichtung von Wohnhäusern.
Am 1. Oktober 1934 wurde Steufzgen aus dem Ort Sankt Lorenz ausgegliedert und zusammen mit weiteren Ortschaften der Stadt Kempten angeschlossen.
Mit der Erschließung Steufzgens mit einer dichten Bebauung in den 1960ern wurde erstmals der Steufzger Weiher aufgestaut. 1978 wurde die römisch-katholische Pfarrkirche St. Franziskus eingeweiht.
Ab 2005 erfolgte der Abriss der ehemaligen Allgäuer Seifen- und Sodafabrik. Im Januar 2005 hatte dort ein Großbrand gewütet. Letzte Reste wurden im Frühsommer 2014 entfernt. Die Fabrikhallen waren bereits Mitte der 1980er-Jahre stillgelegt worden.